# Affak Baladiat Skikda
Affak Baladiat Skikda (arabe : آفاق بلدية سكيكدة) est un club amateur de basket algérien fondé en 2003.  